# Новорусско-Маматкозинское сельское поселение
Новорусско-Маматкозинское се́льское поселе́ние — муниципальное образование в Верхнеуслонском районе Татарстана Российской Федерации.
Административный центр — село Старое Русское Маматкозино.

## История
Статус и границы сельского поселения установлены Законом Республики Татарстан от 31 января 2005 года № 19-ЗРТ «Об установлении границ территорий и статусе муниципального образования "Верхнеуслонский муниципальный район" и муниципальных образований в его составе».

## Население
| 2010 | 2011 | 2012 | 2013 | 2014 | 2015 | 2016 |
| ---- | ---- | ---- | ---- | ---- | ---- | ---- |
| 276  | →276 | ↘261 | ↘254 | ↗258 | ↘250 | ↗251 |
| 2017 | 2018 |      |      |      |      |      |
| ↘248 | ↘240 |      |      |      |      |      |

## Состав сельского поселения
| № | Населённый пункт           | Тип населённого пункта       | Население |
| - | -------------------------- | ---------------------------- | --------- |
| 1 | Новое Русское Маматкозино  | деревня                      |           |
| 2 | Старое Русское Маматкозино | село, административный центр |           |
| 3 | Татарское Маматкозино      | деревня                      |           |